# Ima đavla
Ima đavla : kako djeluje, kako ga nadvladati (tal. Il diavolo c’è. Come agisce, come combatterlo) knjiga je pape Franje.

## Povijest
U knjizi su sabrani tekstovi koji govore o đavlu i njegovom djelovanju u svijetu. Buenosaireški nadbiskup Jorge Mario Bergoglio, kasnije papa Franjo, pisao ih je za razne prigode, a nastali su u razdoblju od 1999. do 2017. godine. Hrvatsko izdanje objavljeno je 2019. godine u prijevodu Josipa Balabanića.

## Sadržaj
Papa Franjo promišlja o đavlovom postojanju i upozorava na njegovo djelovanje u različitim područjima svakidašnjeg društvenog i političkog života. Prepoznaje ga u pozadini svjetskih zala koja pogađaju ljude. Kroz tekstove naglašava kako su tri stvari potrebne. Prvo - spoznati da đavao postoji, drugo - spoznati da đavao djeluje i u suvremenom svijetu, i treće - iz Evanđelja je potrebno naučiti kako, te potom protiv njega voditi duhovnu borbu.
Tekstove je sabrao i knjigu uredio talijanski kolumnist i publicist Diego Manetti. Svaki papin tekst popratio je odlomkom iz kršćanske literature (Evanđelja, nekog od crkvenih otaca, crkvenih koncila ili nekog od papinih prethodnika) pokazujući kako je promišljanje o Sotoninu djelovanju prisutno kroz cijelu povijest Crkve.

## Vanjske poveznice
Mrežna mjesta
- Ne dopustiti đavlu da ukrade nadu, www.nedjelja.ba, 21. ožujka 2020.